# 광양용강중학교
광양용강중학교(光陽龍江中學校)는 대한민국 전라남도 광양시 광양읍 용강리에 있는 공립 중학교이다.

## 학교 연혁
- 2014년 12월 26일 : 광양용강중학교 설립인가(22학급)
- 2015년 3월 1일 : 초대 이상철 교장 취임
- 2015년 3월 2일 : 6학급(특 1학급) 개교
- 2015년 10월 6일 : 개교식
- 2018년 2월 9일 : 제1회 졸업 (졸업생 151명)
- 2025년 1월 10일 : 제8회 졸업(졸업생 223명)
- 2025년 3월 1일 : 제6대 허형열 교장 부임

## 참고 자료
- 광양용강중학교 - 한국교육학술정보원 학교알리미